# Rue Boissonade
 (février 2016).
La rue Boissonade est une voie du quartier du Montparnasse dans le 14e arrondissement de Paris, en France.

## Situation et accès
Orientée globalement nord-est-sud-ouest, et parallèle au passage d'Enfer et à la rue Campagne-Première (à l'ouest), ainsi qu'à l'avenue Denfert-Rochereau et à une section de l'avenue de l'Observatoire (à l'est), la rue Boissonade commence au 156, boulevard du Montparnasse et aboutit au 255, boulevard Raspail, après un parcours de 346 mètres. Sa largeur minimale est de 11,80 mètres. Le dernier numéro impair est le 59, le dernier numéro pair le 62.
La circulation automobile s'effectue en sens unique à partir du boulevard Raspail, dans le sens contraire de la numérotation.

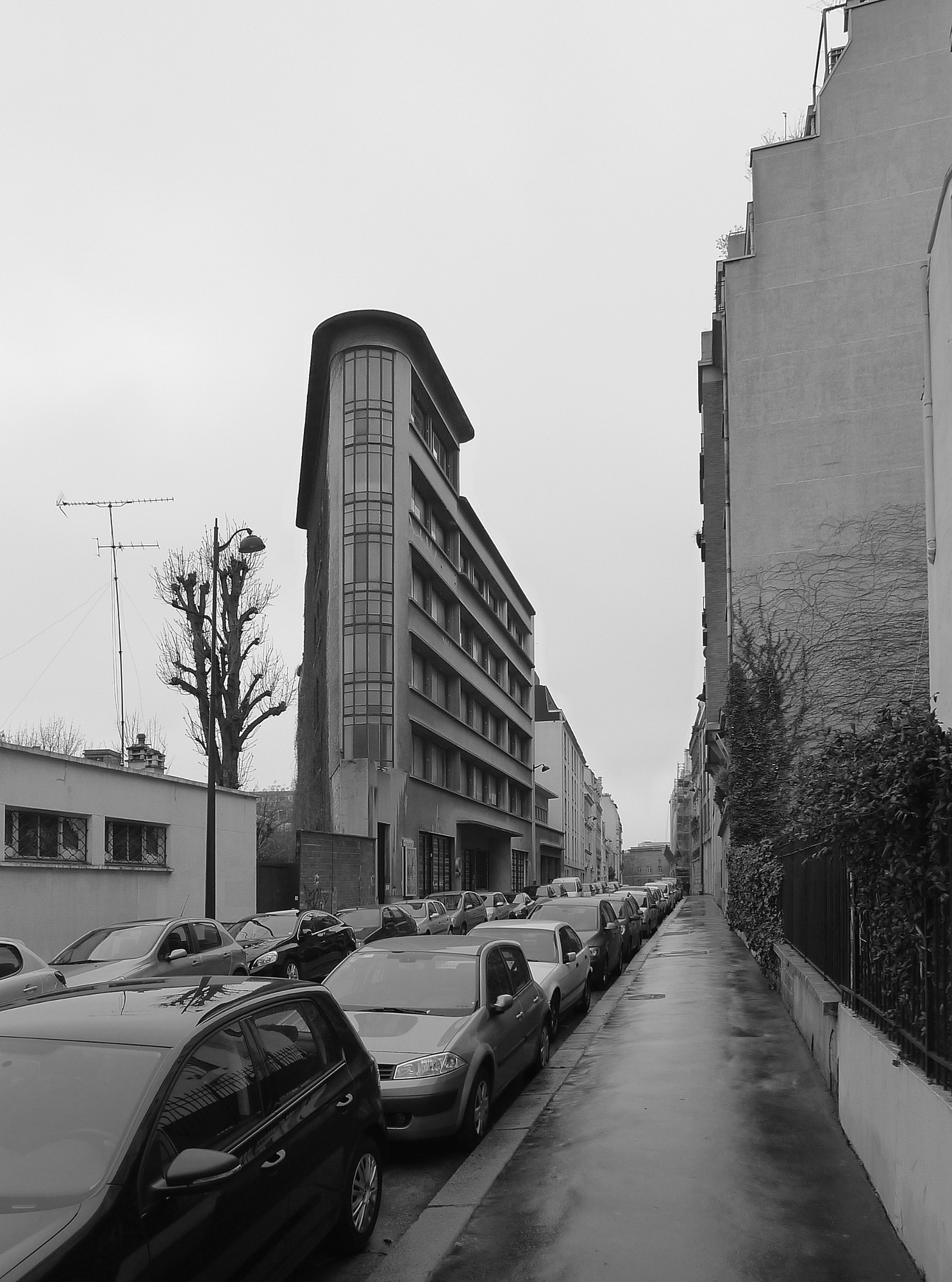
La rue au niveau de l'un de ses immeubles emblématiques, en direction du boulevard Raspail.
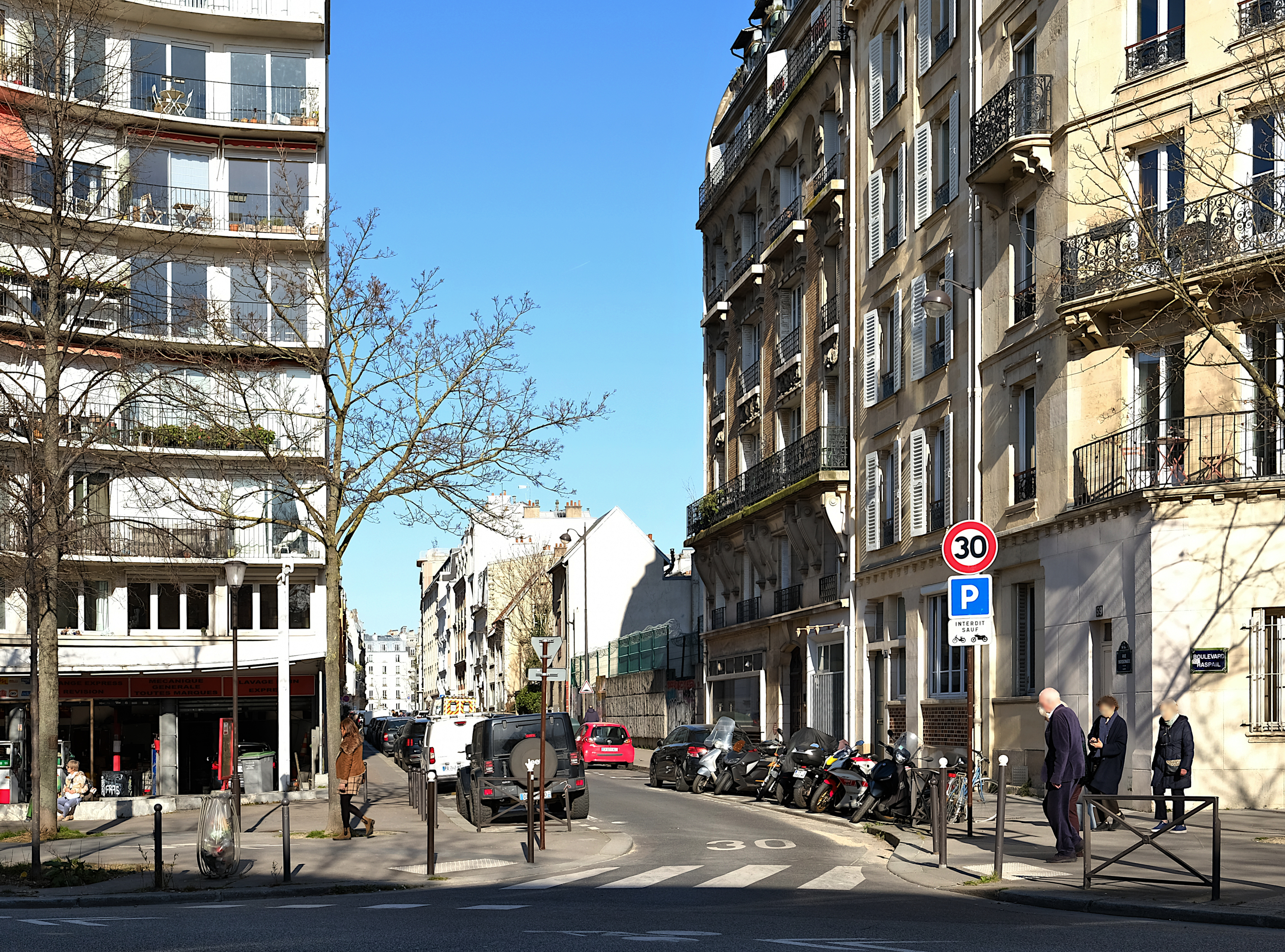
La rue vue depuis le boulevard Raspail.

Les infrastructures de transport en commun qui desservent la rue Boissonade sont la station Raspail (sortie côté rue Campagne-Première) sur la ligne 4 et la ligne 6 du métro et la gare Port-Royal (sortie côté boulevard du Montparnasse) sur la ligne B du RER.

### Voies rencontrées
La rue Boissonade présente la particularité de n'être le débouché d'aucune autre rue, à l'exception de celui de la voie piétonnière privée B/14, fermée par une grille (voir nos 22 et 26).

## Origine du nom
La partie sud-ouest de l'actuelle rue Boissonade, précédemment en cul-de-sac et dénommée « rue Sainte-Élisabeth » porte, depuis 1875, le nom de Jean-François Boissonade (1774-1857), helléniste membre de l'Académie des inscriptions et belles-lettres, né et mort à Paris, issu d'une famille originaire de Gascogne. Son fils Gustave Émile (1825-1910) s'est fait un nom au Japon comme conseiller-juriste.

## Historique

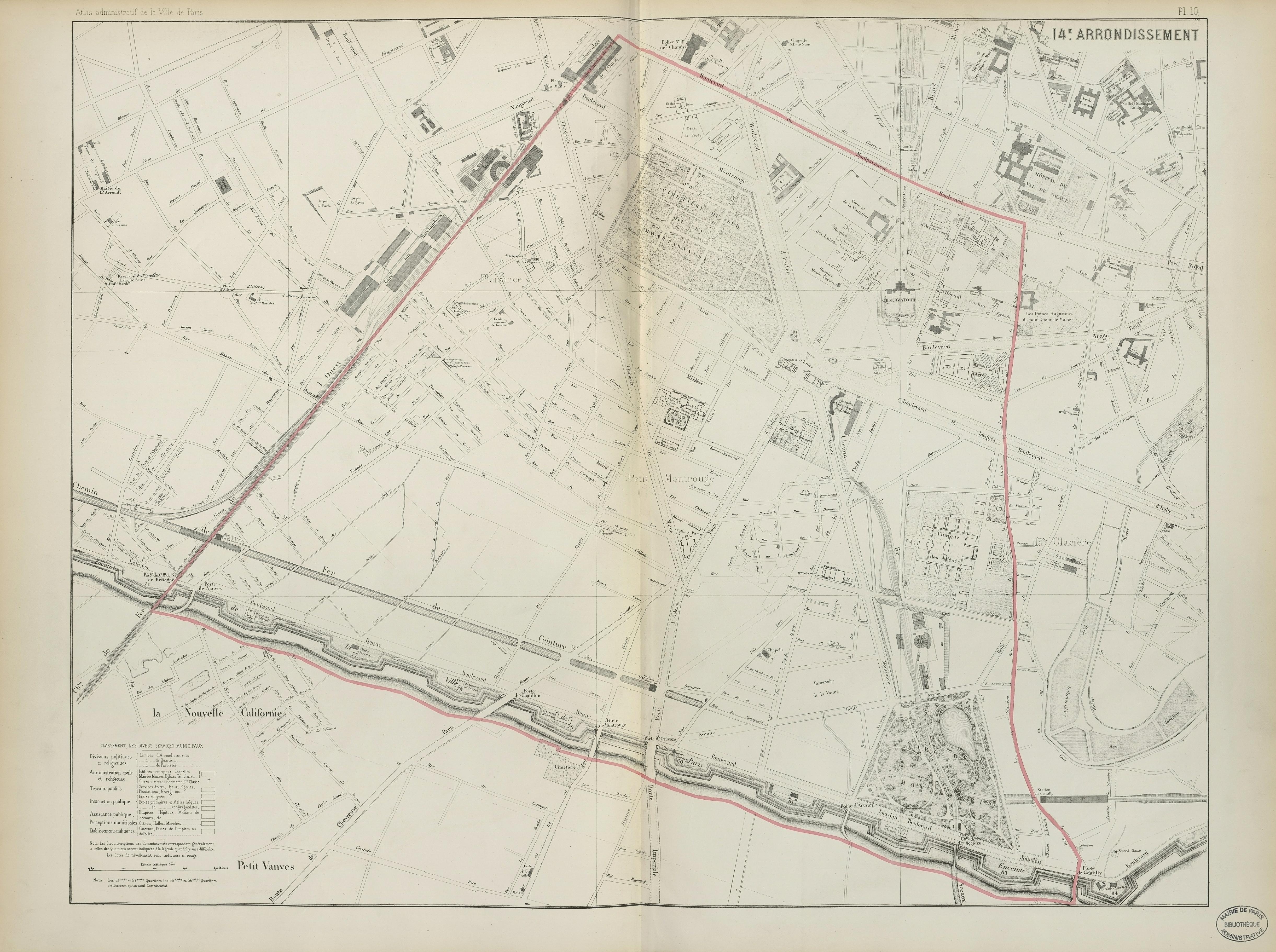
La rue Sainte-Élisabeth figurant sur la feuille 10 (14e arrondissement) de l'Atlas administratif des 20 arrondissements de la ville de Paris publié en 1872.

Cette voie ne fut pas toujours d'un seul tenant. De son ouverture, de 1859 à 1893, seule existait l'impasse Sainte-Élisabeth, devenue rue Boissonade, dont l'accès s'effectuait boulevard Raspail et fermait vers le no 26.
En 1893 s'ouvrit une seconde impasse côté boulevard du Montparnasse.
Jusqu'en 1934, la rue Boissonade était composée des deux impasses : la plus ancienne ouvrant sur le boulevard Raspail était longue de 175 mètres, et la plus récente sur le boulevard du Montparnasse mesurait 47,50 mètres ; leurs extrémités étaient délimitées par le mur de clôture du jardin du monastère de la Visitation qui débordait au milieu du tracé de la rue actuelle. Cette partie du jardin fut rachetée par la Ville, permettant de rabouter les deux impasses.

## Bâtiments remarquables et lieux de mémoire
- No 3 : l'écrivain français Romain Rolland (1866-1944), lauréat en 1915 du prix Nobel de littérature, y emménage en 1914[6] en quittant le 162, boulevard du Montparnasse tout proche où il habitait depuis son divorce de Clotilde Bréal, en 1901. Il est encore riverain de la rue Boissonade à la fin de l'année 1920[7].
- Nos 4 et 6 : immeuble sur rue et passage. L'artiste peintre Auguste François-Marie Gorguet (1862-1927) est domicilié au no 6 au moins depuis 1886. Sa présence en ce lieu est encore attestée en 1896. Il meurt en 1927 au 83, rue de la Tombe-Issoire[8],[9], où l'impasse privée dite « allée d'artistes » est bordée d'une succession d'ateliers-logements.

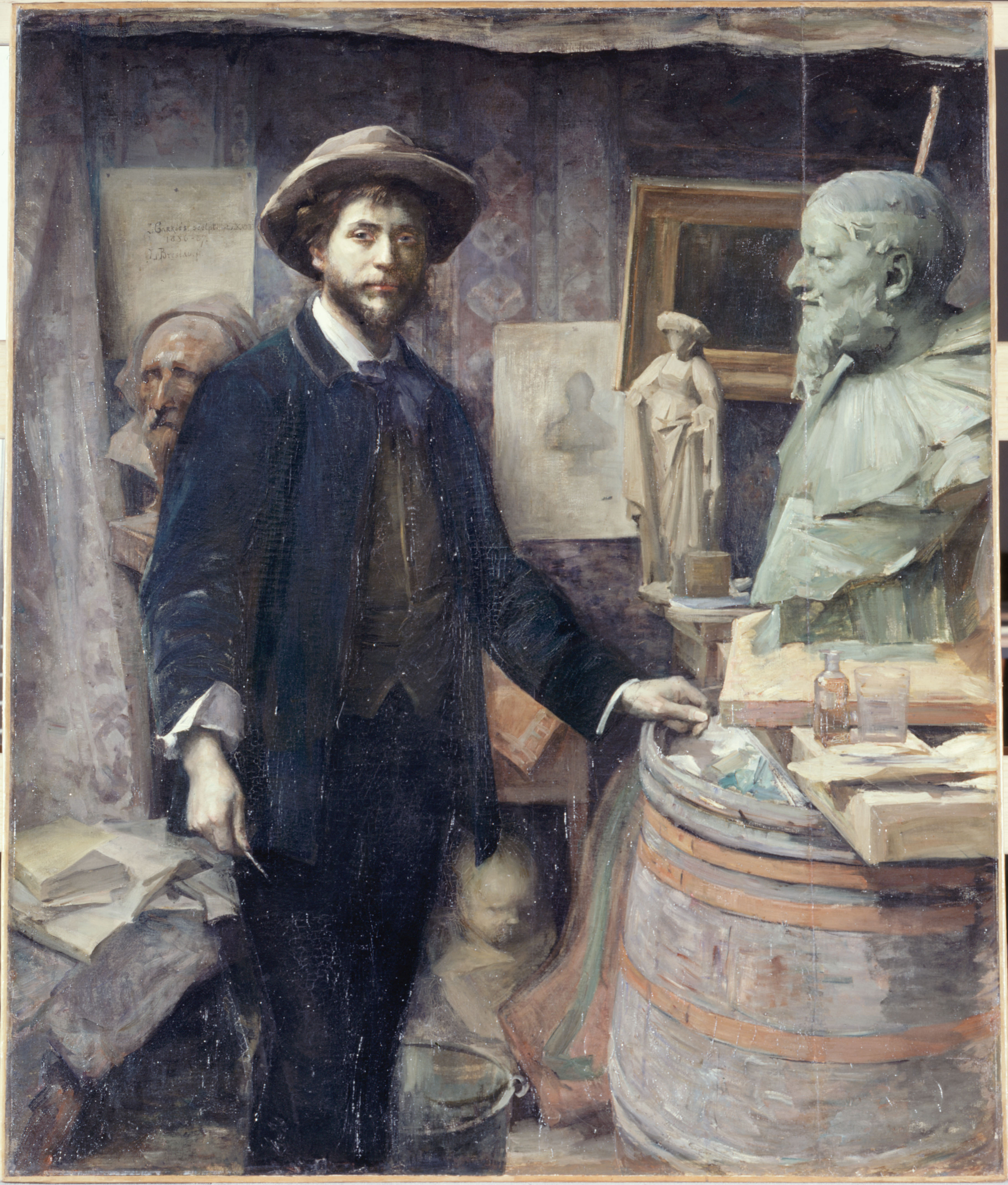
Portrait de Jean Carriès dans son atelier de la rue Boissonade, par Louise Breslau (1886).

- No 8 : appartement des missionaires-artistes américains John Hafen, John B. Fairbanks, et Lorus Bishop Pratt, de l'Église de Jésus-Christ des saints des derniers jours, de juillet 1890 à décembre 1890[11].
- Nos 9 à 15 : grille de clôture de l'enclos du monastère de la Visitation de l'avenue Denfert-Rochereau, précédemment jardin de l'ancienne Institution de l'Oratoire du faubourg Saint-Michel, ancienne congrégation supprimée en 1792.
- No 15 : lieu de culte catholique et aumônerie de la communauté coréenne de Paris[12]. Une salle y est réservée aux répétitions et réunions du chœur Coréen de Paris[13].
  - Le peintre Henri Bouchet-Doumenq (1834-1908) habite à cette adresse en 1887[réf. nécessaire].
- No 16 (ayant aussi pour adresses les 9 et 13, rue Campagne-Première[14]) : partie arrière de la cité d'artistes du 9, rue Campagne-Première (vers 1890, Taberlet architecte) abritant une centaine d'ateliers-logement de rapport (voir rue Campagne-Première). Située sur le tronçon de la rue Boissonade qui n'a été percée que dans les années 1930, cette cité aboutissait, à son origine, sur le mur de clôture du couvent de la Visitation[15].
- No 17 : l'architecte décorateur et peintre Louis Süe (1875-1968) et son associé, Paul Huillard (1875-1966), s'installent à cette adresse en 1903[16].
- No 18 : le peintre norvégien Karl Edvard Diriks (1855-1930) résida vingt ans dans cet immeuble[17].
- No 20 bis : l'artiste peintre Toshio Bando (1895-1973) y vécut autour de 1923[réf. nécessaire].
- Nos 22 et 26 : entre ces deux numéros aboutit le passage piétonnier dénommé voie B/14. Située en contrebas par rapport au trottoir de la rue, cette voie privée est fermée par une grille, également privée, posée dans l'alignement des façades sur rue, en haut d'une volée de marches qui relie les deux niveaux.
- No 23 : domicile, dans les années 1930, du peintre et illustrateur Eugène Narbonne[18],[19],[20] (1885-1973). C'était aussi la maison du scénographe Umberto Brunelleschi dans les années (1912-1915 ca.)[21]
- No 24 : le poète et dramaturge Paul Fort y habita, de 1904 à 1914, dans un appartement envahi par les exemplaires de sa revue poétique Vers et Prose, dont Apollinaire était l'un des collaborateurs. Il était aussi un des piliers de La Closerie des Lilas[17].
- Nos 26, 28, 30 et 32, et aussi 10, voie B/14 : ensemble de corps de bâtiments conventuels, propriété de la « Fraternité de Paris des Capucins ». Leur maison, dans laquelle les frères mineurs capucins sont établis depuis 1934, comprend une partie ancienne, en brique, conçue par l’architecte Emmanuel d’Ault, à laquelle une aile a été ajoutée au début des années 1970[22] (no 32). Outre les activités de la fraternité de Paris, elle abrite des services de la Province de France (archives, bibliothèque franciscaine des capucins), ainsi que la résidence du frère ministre provincial[23].
Des deux chapelles, la plus ancienne (1934, Emmanuel d'Ault architecte) a été transformée en bibliothèque ouverte aux chercheurs, la plus récente (1973), plus modeste, est accessible le dimanche matin pour la messe.
- No 33 : le peintre Conrad Kickert y vécut de 1937 à 1965, une plaque lui rend hommage.
- Nos 34 et 36 (ancien no 13[24]) : ancien atelier du sculpteur et ornemaniste Gustave Germain (1843-1909), puis de son fils Albert Raymond Germain, également sculpteur, qui est contraint d'abandonner cette activité en raison des séquelles d'un accident de guerre. Resté propriété de la famille, l'atelier est loué à des artistes, puis transformé en lieu de libre expression artistique et d'exposition en 1996, sous la dénomination « atelier Gustave »[25] (no 36).
- Nos 38, 40 et 42 (no 11 en 1873[26]) : immeuble mixte de logements et ateliers (1873). De nombreux peintres et sculpteurs y ont travaillé et habité : 
  - Au XIXe siècle, le sculpteur Gabriel Faraill (1837-1892) meurt ici dans son domicile (ancien No 11, rue Boissonade)[27]. Sa présence dans cette voie remonte aux années 1872-1874 durant lesquelles le catalogue du salon le signale au no 10 de l'ancienne impasse Sainte-Élisabeth. Après un intervalle de plusieurs années, durant lequel l'impasse prend le nom de rue Boissonade (1875), il y redevient riverain, occupant à partir de 1882 et au moins jusqu'en 1891 la maison-atelier du no 39 (ex 12, rue Boissonade)[28], située en face de l'immeuble où il meurt en 1892.
  - Au XXe siècle, l'artiste-peintre australienne Bessie Davidson (1879-1965), signalée au no 18 de la rue en 1922/1924, occupe ensuite successivement deux ateliers ici (no 40), où elle conserve un logement jusqu'à la fin de sa vie ; Charles Picart Le Doux (1881-1959) habite avec sa famille, au moins depuis l'entre-deux-guerres, une petite maison d'un étage, en fond de cour[29] (no 40) ; Raymond Legueult (1898-1971) y emménage vers 1937 dans un atelier voisin de celui de Bessie Davidson[30] ; le peintre André Michel (1900-1972) loge à cette adresse en 1945[31].
- No 39 (ancien no 12) : maison d'habitation pour artistes peintres et sculpteurs[32] (1880), en brique et pierre de taille, signée et daté à gauche « E. Mignaton. Entrepreneur. », à droite « Léon Bonnenfant Architecte 1880[33]. » Cette maison est représentative des nombreuses maisons-ateliers d'artistes de rapport bâties dans le quartier[34].
- No 43 : domicile, lors de leur arrestation par la Gestapo en 1944, des résistantes Suzanne Leclézio (1898-1987) et Yvonne Ziegler (1902-1988), où celle-ci avait également son atelier[35].

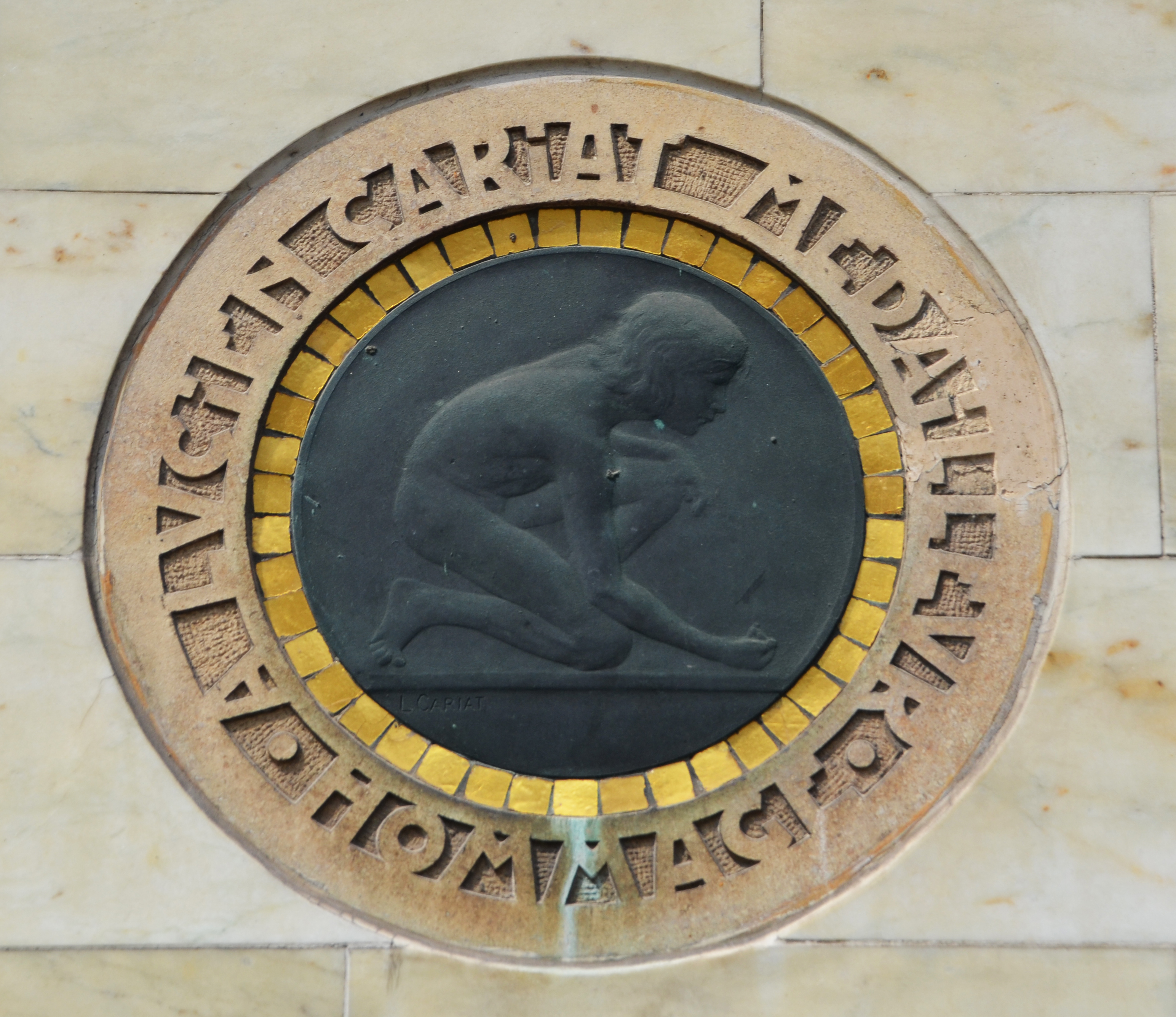
Lucien Cariat, Enfant jouant aux billes, médaillon ornant en son hommage la façade de la maison portant l'actuel no 46.

- Nos 44 et 46 (ancien no 9) : immeuble mixte logements et commerces sur rue, bâti entre 1940 et 1967. La cour arrière est entourée d'ateliers datant de 1900[36].
  - La présence en ce lieu, qui est alors le 9, rue Boissonade, de l'entrepreneur-menuisier Henri-Louis-Étienne Cariat (1850-?) est attestée en 1887[37].
  - Le médailleur Lucien Cariat[38] (1874-1925) a également vécu et travaillé ici[39], ce à quoi fait allusion le petit relief en médaillon inséré dans la façade à côté de la porte d'entrée (no 46), connu sous le titre Enfant jouant aux billes. Le musée d'Orsay en conserve un exemplaire en cuivre argenté acquis en 1904 pour le musée du Luxembourg[40]. L'œuvre est ici encerclée d'une inscription sculptée : « Hommage à Lucien Cariat médailleur ».
- No 45 : de 1914 à 1918, fabrique de poupées polonaises dirigée par Nina Alexandrowicz.[réf. nécessaire].
  - De 1911 à 1940, premier siège de la religion baha'ie.[réf. nécessaire].
  - En 1941, le peintre catalan Antoni Clavé y installe son premier atelier, y logeront de même plusieurs artistes espagnols (dont le peintre José Palmeiro, les sculpteurs Honorio García Condoy et Apel.les Fenosa)[41] et le peintre français Robert Wogensky.
- No 47bis : emplacement du studio du mime Marcel Marceau[42].
- Nos 51 et 53 : emplacement d'un ancien pavillon hospitalier (1979[43]), à la fois annexe et accès de l'ancien hôpital Saint-Vincent-de-Paul, pavillon désaffecté dans les années 2010 à 2012, et démoli au début des années 2020 dans le cadre du réaménagement du complexe hospitalier en nouveau quartier d'habitation.

Les deux derniers immeubles pairs (côté nord) à l'extrémité ouest de la rue occupent l'emplacement des premiers numéros impairs de l'ancien cul-de-sac (impasse ou rue Sainte-Élisabeth jusqu'en 1875, puis Boissonade jusqu'aux années 1930). Lorsque ce cul-de-sac est rallongé à travers le jardin du couvent de la Visitation et absorbe la petite impasse qui lui faisaient jusqu'alors face, au-delà de ce jardin, du côté du boulevard du Montparnasse, la numérotation est inversée.
- Nos 54, 56 et 58 : immeuble de logements contemporain (1974[44]).
- Nos 60 et 62 portant également les nos 253 et 255 boulevard Raspail : immeuble (1961, Henri Marie Delaage et Henri Wenger architectes) représentatif du mouvement moderne, comportant 10 étages de logements au-dessus du rez-de-chaussée[45], qui abrite une station-service avec atelier mécanique d'automobile. À l'intersection de la rue avec le boulevard, l'immeuble présente une façade concave.

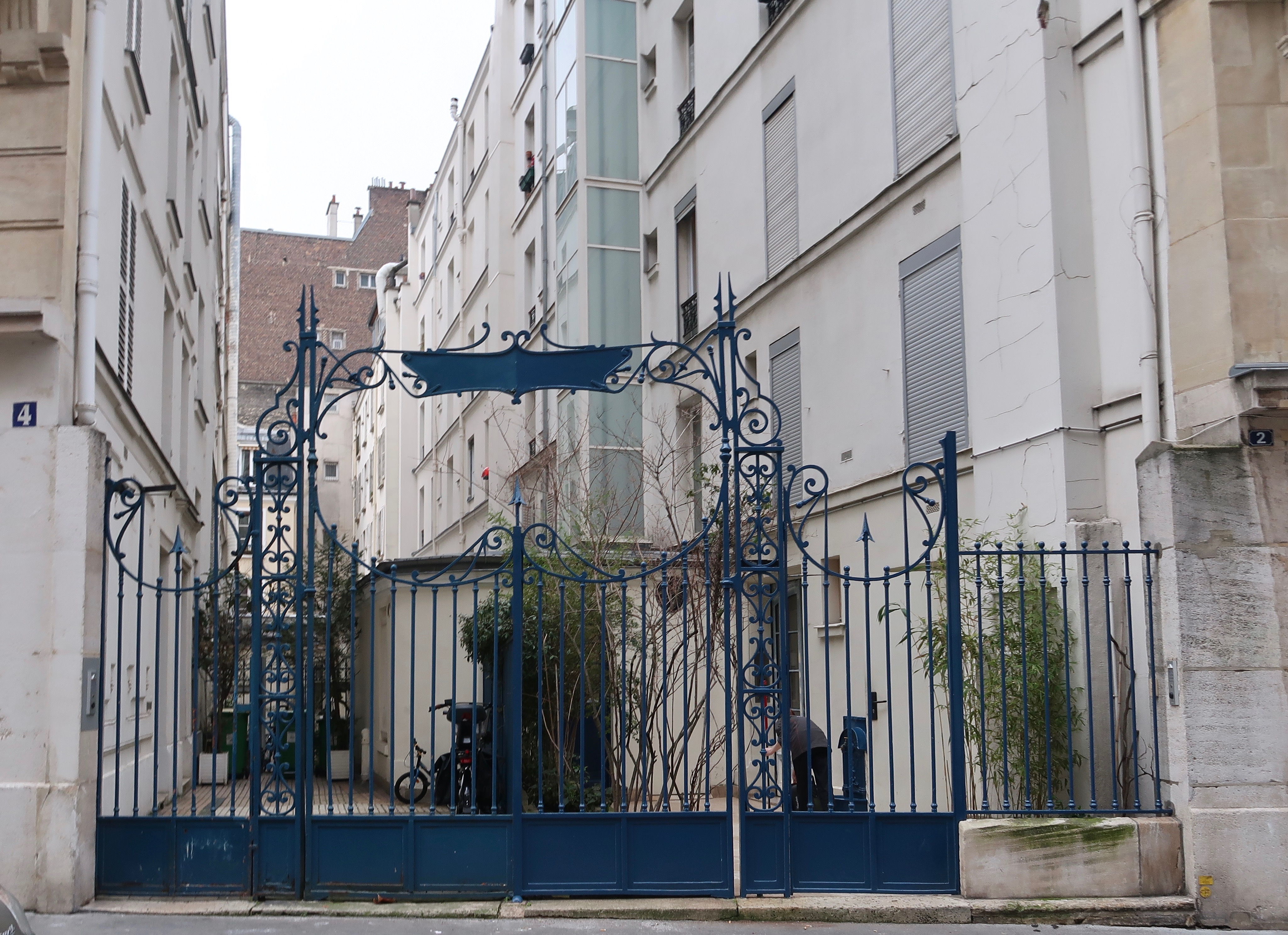
Nos 2 et 4 : passage privé.
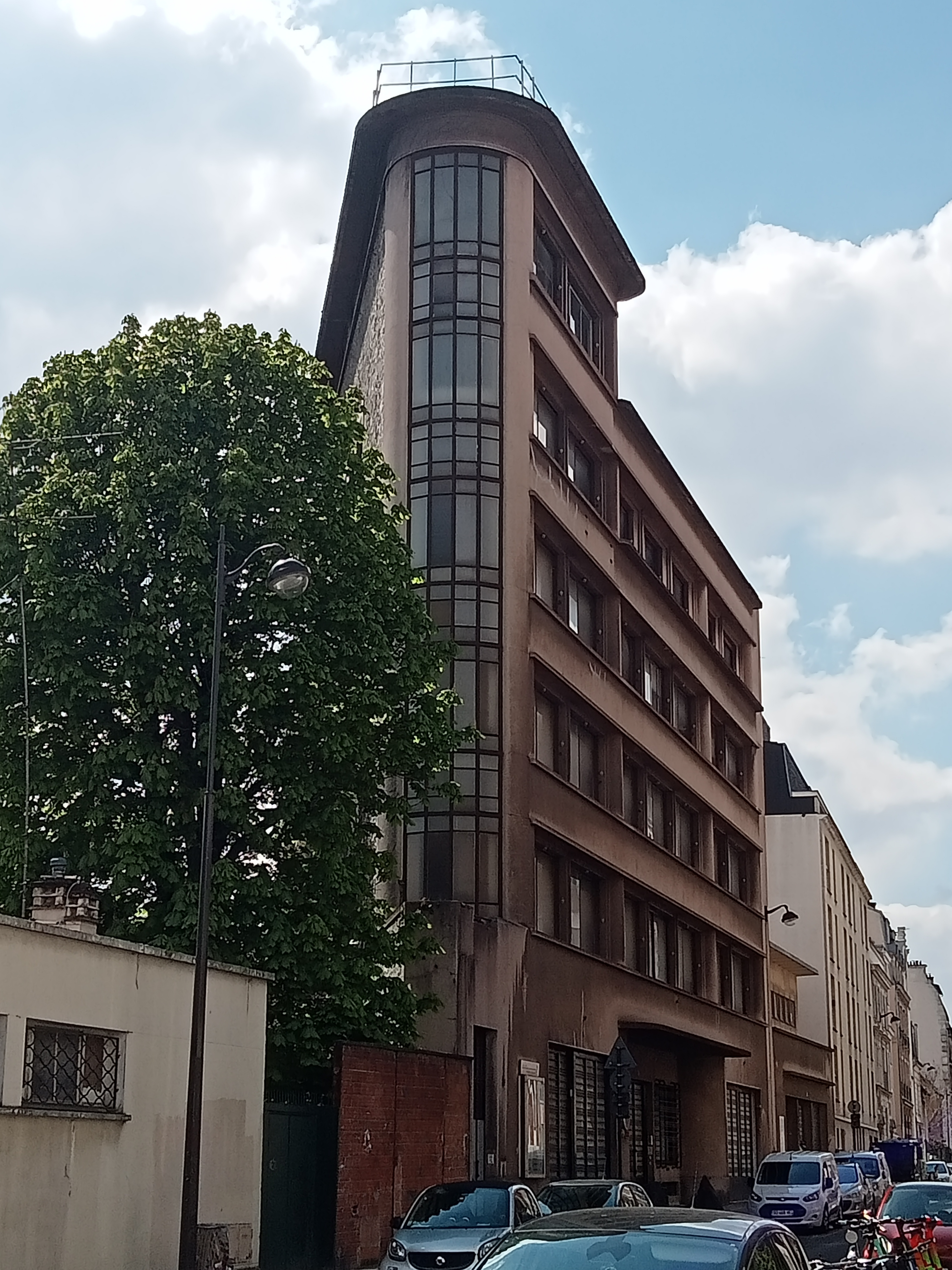
Nos 19 à 25 : immeuble « Flat iron » (1947).
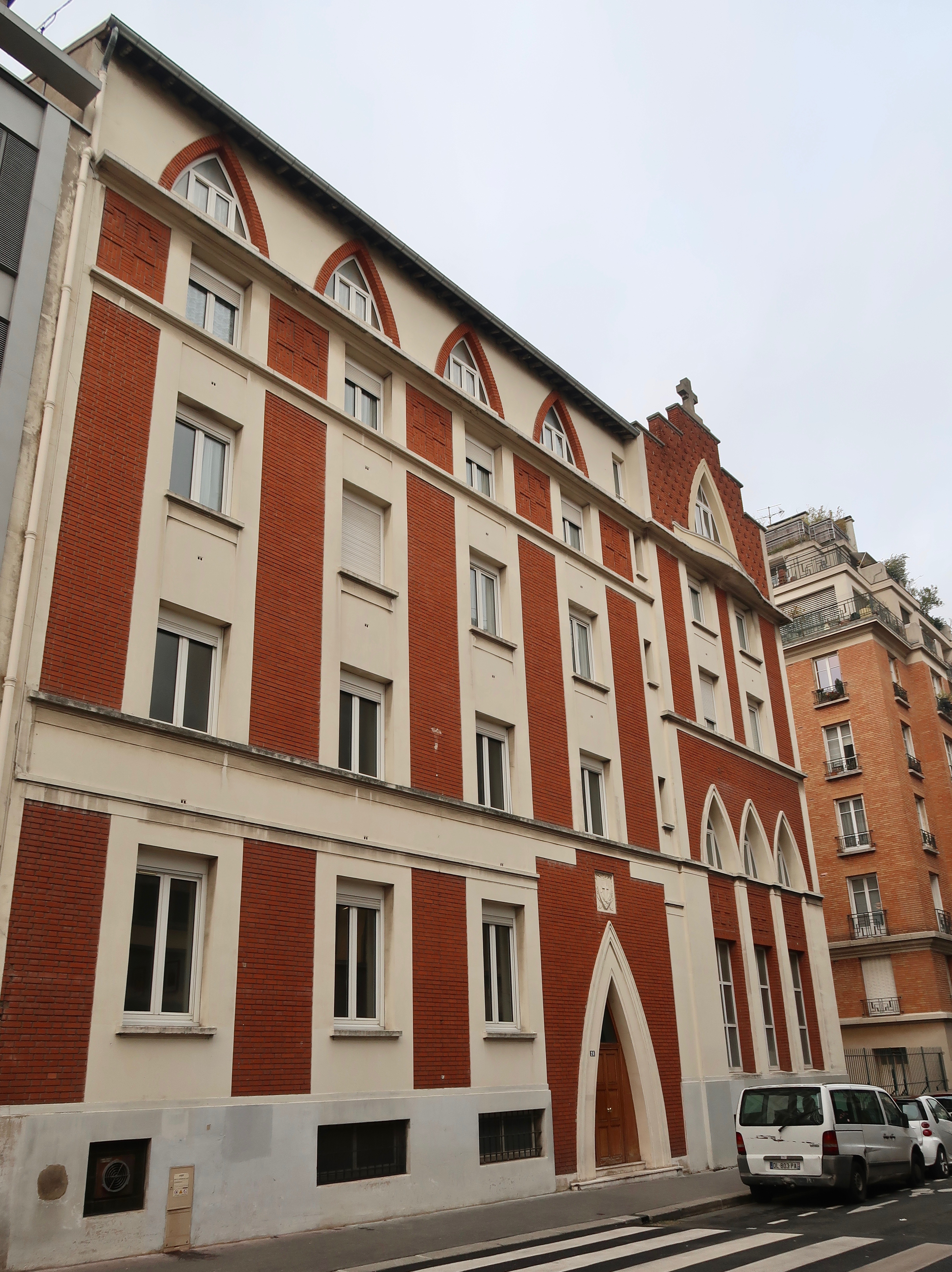
Nos 26 à 30 : couvent des frères mineurs capucins.
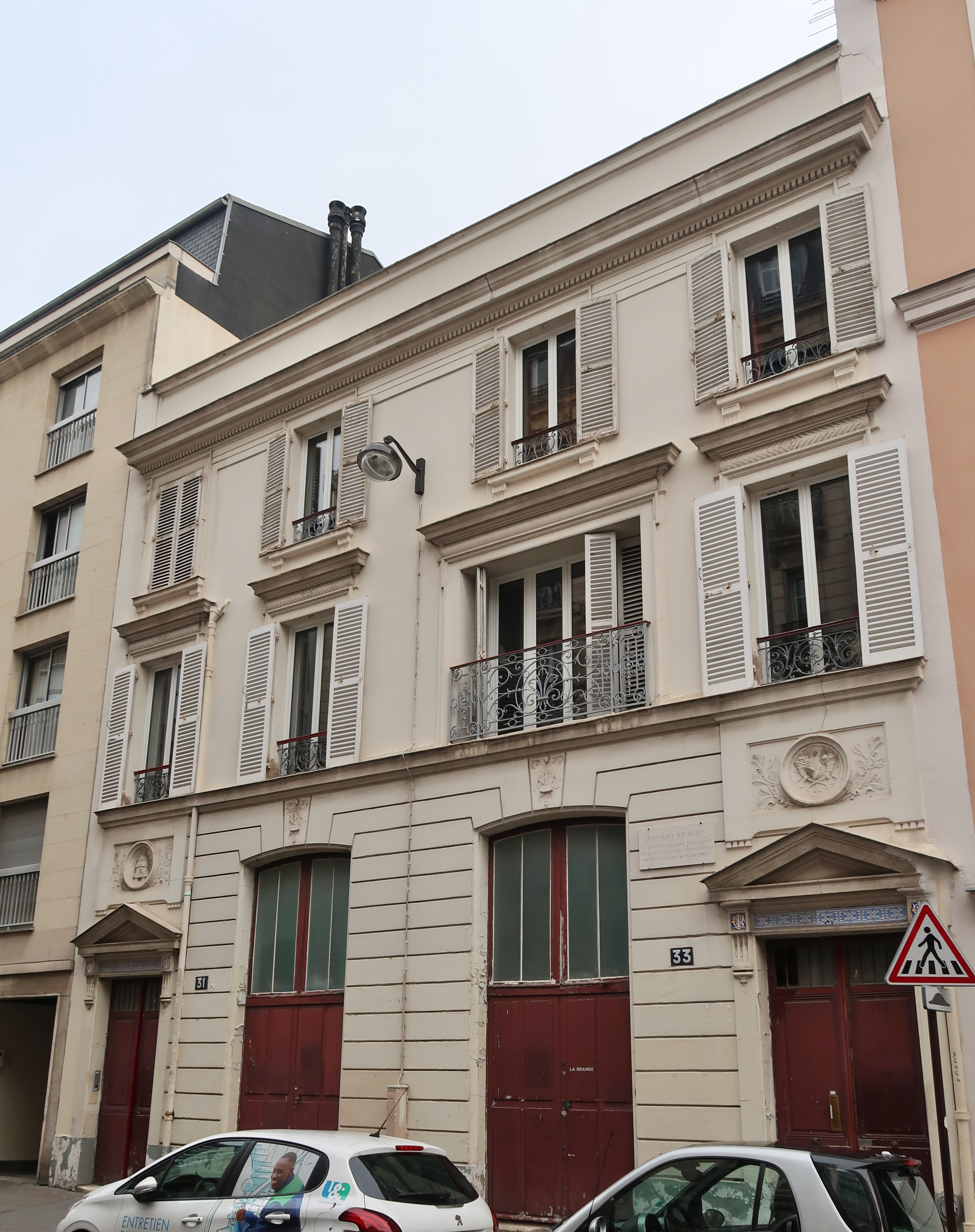
Nos 31 et 33 : maisons-ateliers d'artistes jumelles.
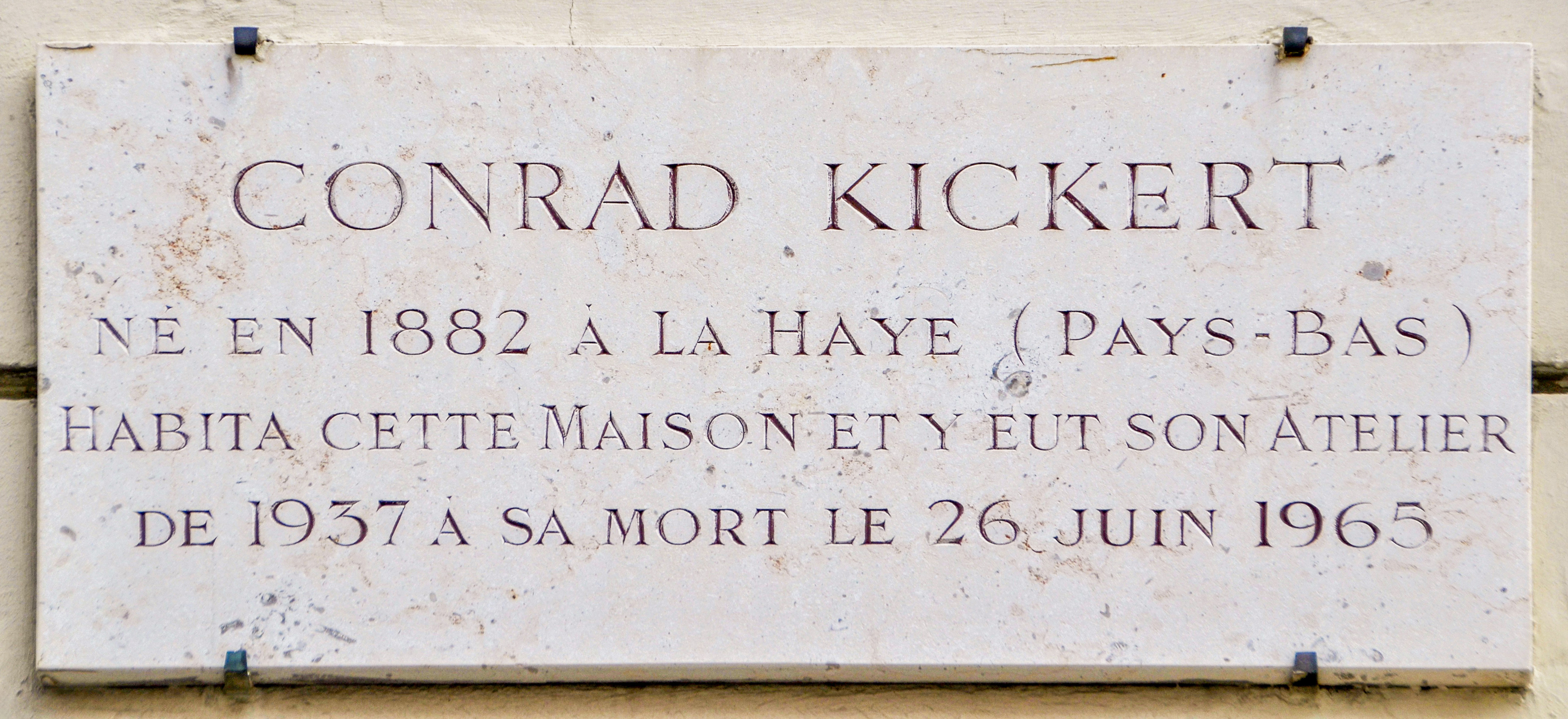
Plaque au no 33 : plaque en hommage à Conrad Kickert.
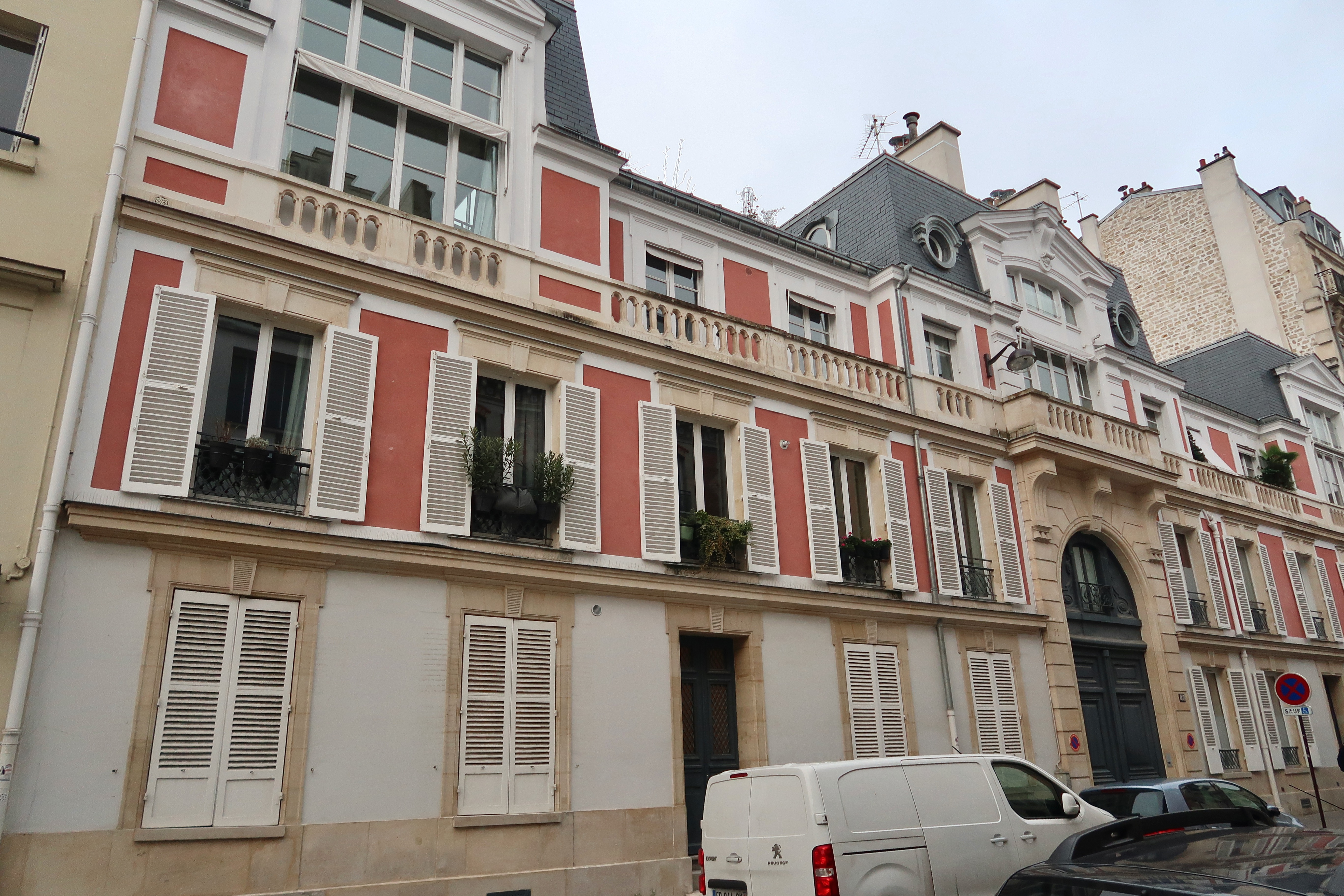
No 40.
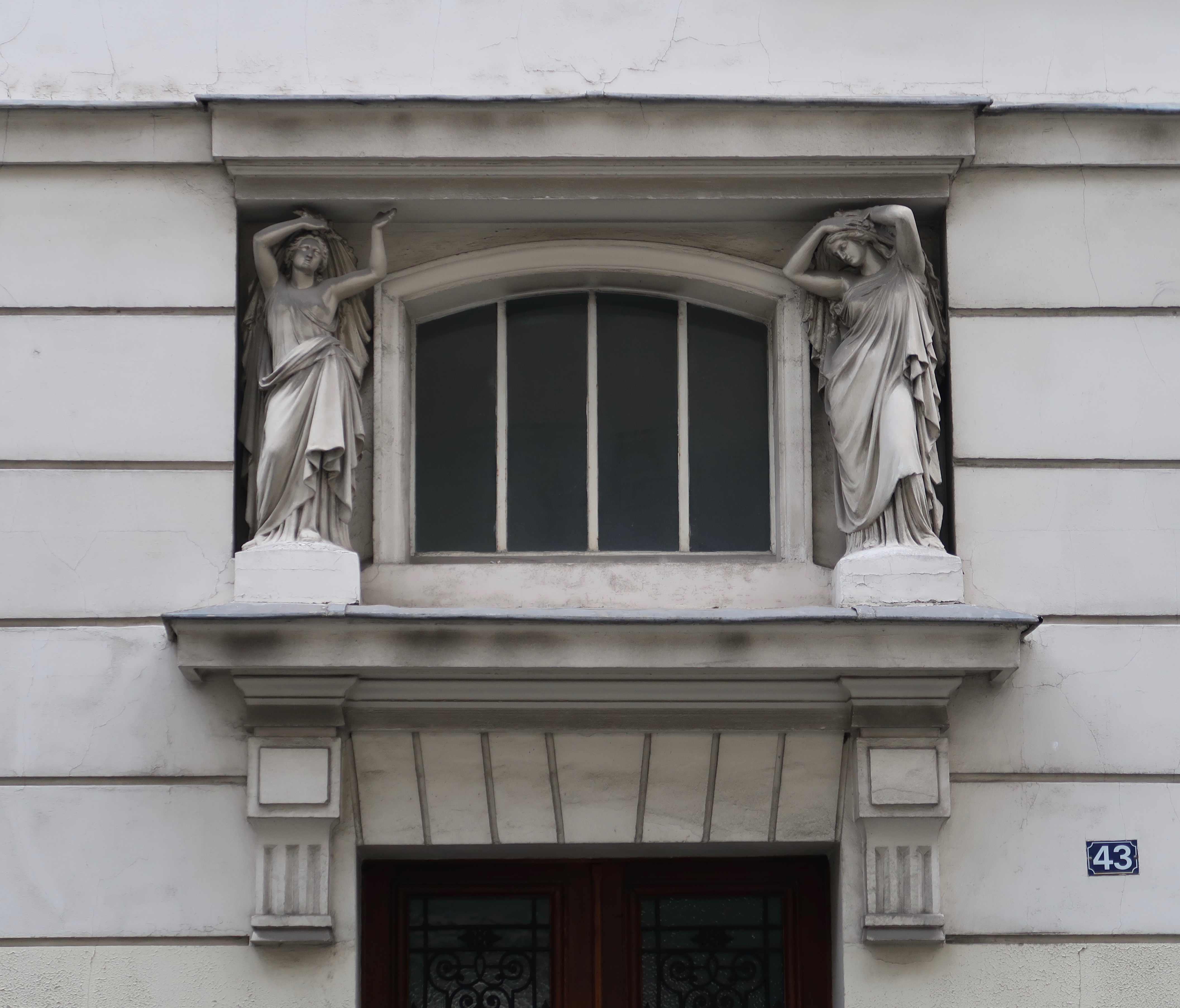
Détail au no 43.
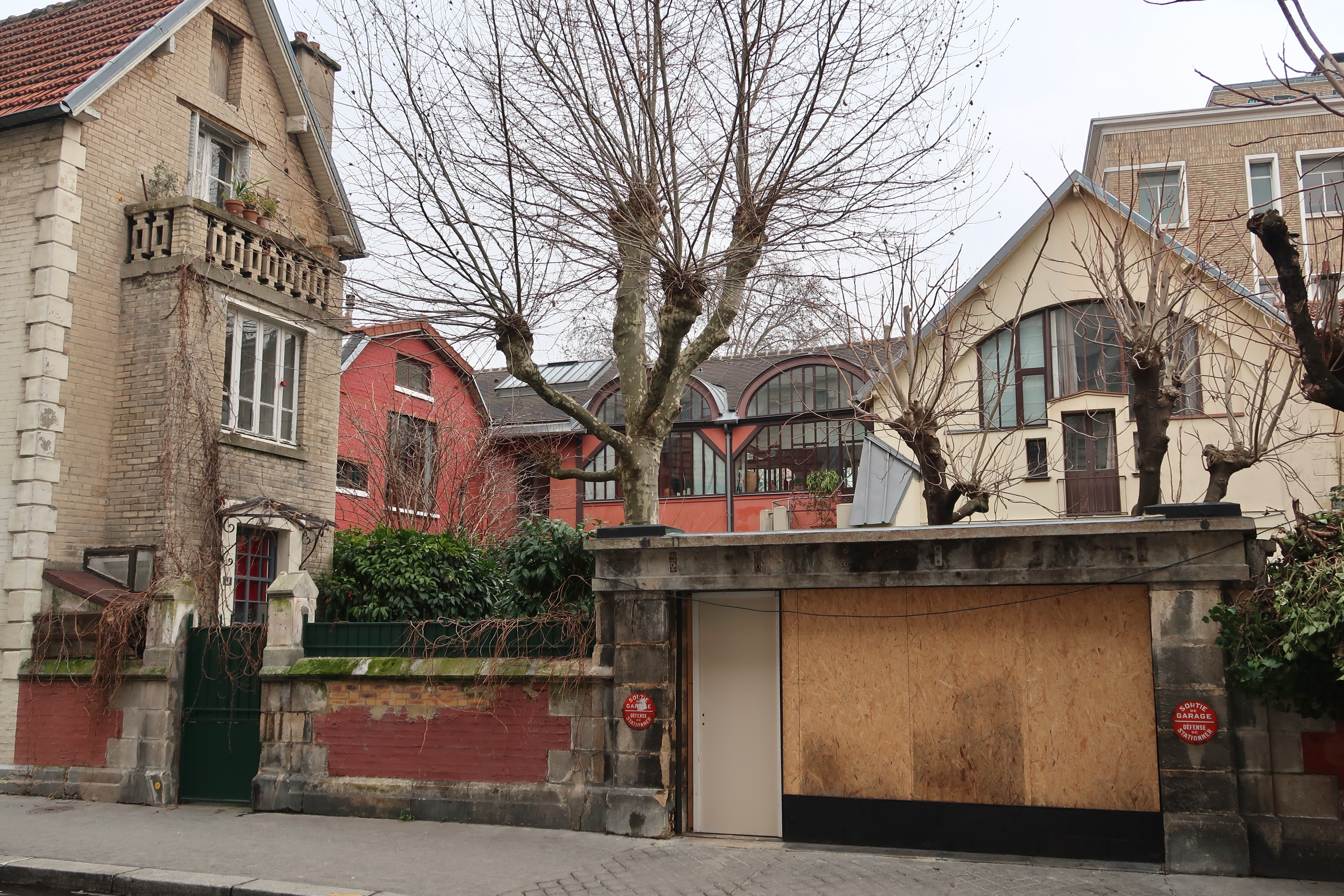
No 49.
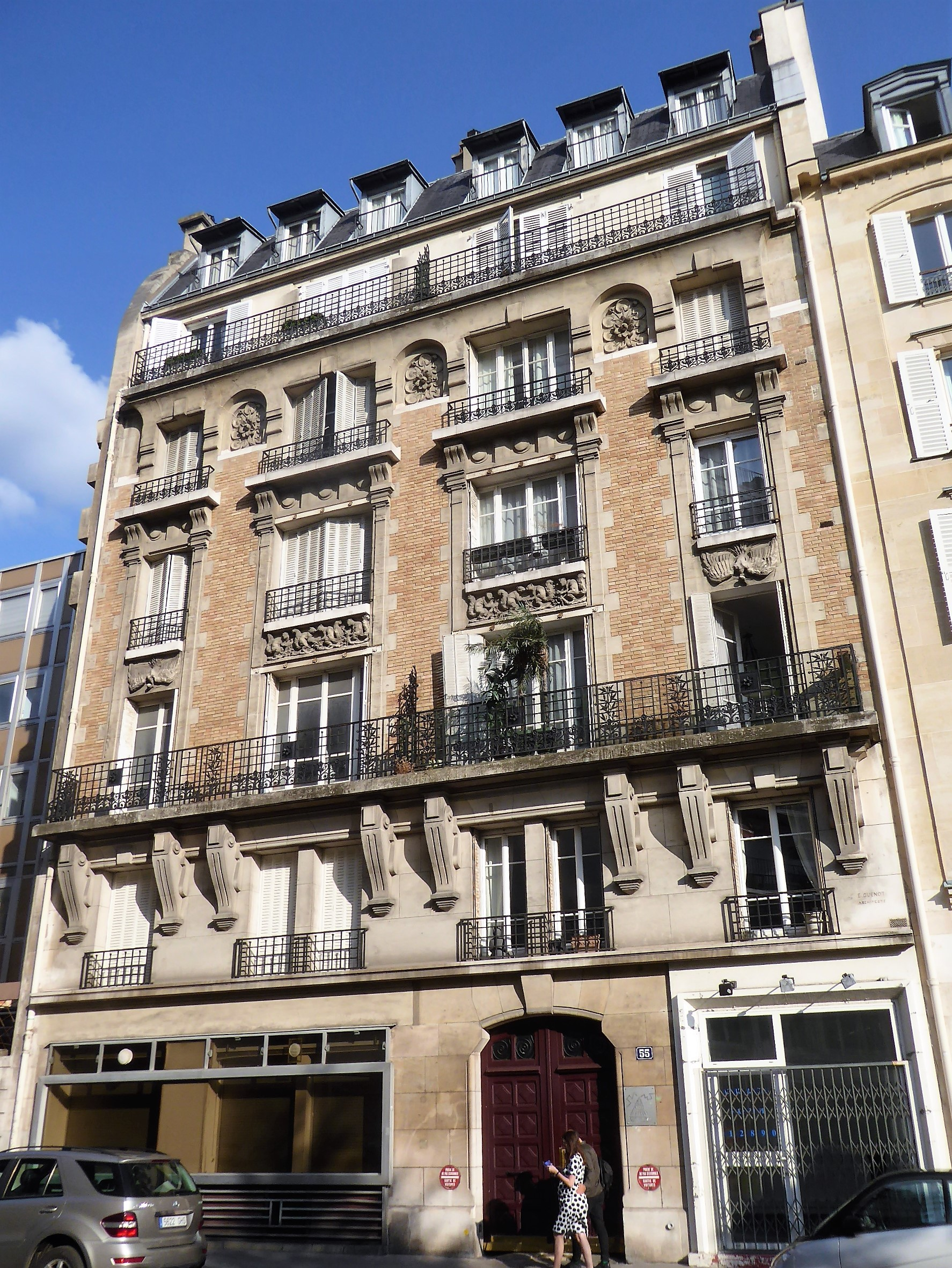
No 55.
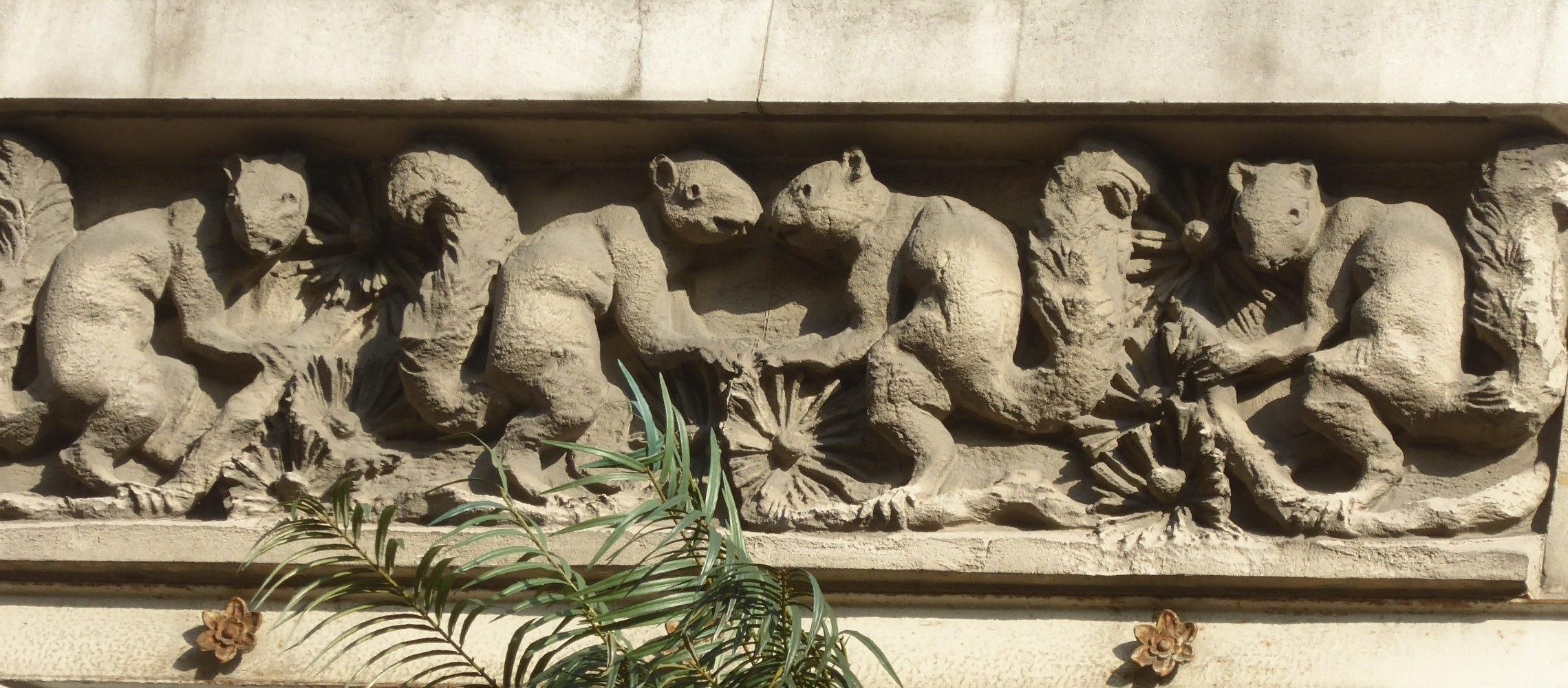
Détail au no 55.